# Вулиця Колумба
Вулиця Колумба — вулиця у Личаківському районі міста Львова, місцевість Личаків. Починається від стику вулиць Козика і Станція Личаків та прямує до вулиці Тракт Глинянський.

## Історія
Вулиця утворилася у 1933 році і через наближене розташування до щойно збудованого костелу Матері Божої Остробрамської була названа Вотивною — за типом меси, яку відправляють у католицькому храмі за формою, що відповідає побожності вірних чи особливому випадку. За часів німецької окупації Львова — Вотівґассе. У липні 1944 року повернена передвоєнна назва вулиці — Вотивна. І вже 1946 року вулиця отримала сучасну назву — Колумба, на честь мореплавця Христофора Колумба.

## Забудова
Вулиця Колумба забудована садибними будинками початку XX століття та будинками у стилі конструктивізм 1930-х років.
№ 8, 8а — вілла «Кароліна», споруджена на початку XX століття. З будівлею пов'язані містичні та скандальні історії. На місці вілли її власниками планується будівництво адміністративно-житлового комплексу.

## Транспорт
Вулицею Колумба курсує автобусний маршрут № 39. Від 8 липня 2020 року на вулиці Христофора Колумба запровадили реверсний рух. Так, з 23:00 до 14:00 автомобілям дозволено їхати вулицею Колумба у напрямку до вул. Ніщинського (до центру), а з 14:00 до 23:00 дозволяється рух у зворотному напрямку — від центру до вул. Тракт Глинянський. Це перша львівська вулиця, де відтепер двічі на добу змінюється напрямок руху. 